# 鈴木竜太
鈴木 竜太（すずき りゅうた、1971年- ）は、日本の経営学者、神戸大学教授。
静岡県生まれ。1994年神戸大学経営学部卒、99年同大学院博士後期課程修了、「組織コミットメントとキャリアにおけるその変化の研究」で経営学博士。1997年静岡県立大学経営情報学部助手、2001年専任講師、2005年神戸大学経営学研究科助教授、07年准教授、13年教授となる。2013年『関わりあう職場のマネジメント』で日経・経済図書文化賞受賞、同著で2014年に組織学会高宮賞受賞。

## 著書
- 『組織と個人 キャリアの発達と組織コミットメントの変化』白桃書房 2002
- 『自律する組織人 組織コミットメントとキャリア論からの展望』生産性出版 2007
- 『関わりあう職場のマネジメント』有斐閣 2013

### 共著
- 『キャリアで語る経営組織 個人の論理と組織の論理』稲葉祐之,井上達彦,山下勝共著 有斐閣アルマ　2010
- 『日本のキャリア研究 組織人のキャリア・ダイナミクス』金井壽宏共編著 白桃書房 2013
- 『日本のキャリア研究 専門技能とキャリア・デザイン』金井壽宏共編著 白桃書房 2013